# Soledad Salvador
Soledad Salvador (Maldonado, 18 de agosto de 1969) es una economista uruguaya. Es miembro del Centro Interdisciplinario de Estudios sobre el Desarrollo (CIEDUR) e investigadora del Área Desarrollo y Género. Se enfoca en temas de las desigualdades de género en el mercado laboral. Además coordina el proyecto "Promoviendo el empoderamiento económico de las mujeres a través de mejores políticas."
Apoyó al gobierno de El Salvador para fomentar el desarrollo de una política pública de cuidados, siendo consultora de la División de Asuntos de Género de la Comisión Económica para América Latina y el Caribe (CEPAL). Actualmente, trabaja como consultora de la División de Desarrollo Social de la Comisión Económica para América Latina y el Caribe (CEPAL). 

## Publicaciones
- "El sistema nacional de cuidados en Uruguay: ¿una apuesta al bienestar, la igualdad y el desarrollo?"[2]
- "Hacia un sistema nacional de cuidados en Uruguay".[3]
- "Guía para la valorización económica del trabajo no remunerado y la cuenta satélite del trabajo no remunerado de los hogares".[4]